# X-Men: Wolverine’s Rage
X-Men: Wolverine’s Rage (с англ. — «Люди Икс: Ярость Росомахи») — компьютерная игра в жанре платформера с элементами beat ’em up, разработанная компанией Digital Eclipse и изданная Activision для игровой платформы Game Boy Color. Сиквел вышедшей годом ранее игры X-Men: Mutant Wars.

## Игровой процесс
В игре двадцать уровней, собранных в пять глав с битвой с боссом в конце каждой. Если Росомаха ранен, он может восстановить свое здоровье. Цель большинства уровней — пройти их до того, как истечет время, сражаясь с врагами на пути. Для сохранения игрового прогресса используется система паролей.

## Сюжет
Леди Смертельный Удар получает чертежи, которые позволят ей создать машину, способную расплавить адамантиевый скелет Росомахи. Росомаха отправляется на поиски, чтобы помешать ей завершить устройство любой ценой.

## Критика
Игра была встречена неоднозначными отзывами, средний балл на агрегаторе рецензий GameRankings составляет 56 %. Игра получила оценку 7 из 10 по версии журнала Game Informer. По версии сайта IGN игра получила оценку 7 из 10.
X-Men: Wolverine’s Rage похожа на Wolverine: Adamantium Rage для SNES, но из-за ограничений Game Boy Color она кажется гораздо меньше. Если вы ожидаете какого-то серьёзного экшена, поищите его в другом месте, так как игра дает чуть больше, чем здоровую дозу прыжков и рубящих ударов. К сожалению, ограниченный репертуар Росомахи быстро надоедает.Джейсон Уайт